# Summo iugiter studio
 (septembre 2018).
Si vous disposez d'ouvrages ou d'articles de référence ou si vous connaissez des sites web de qualité traitant du thème abordé ici, merci de compléter l'article en donnant les références utiles à sa vérifiabilité et en les liant à la section « Notes et références ».

Summo iugiter studio est une encyclique du pape Grégoire XVI ; elle est datée du 27 mai 1832 et porte le sous-titre : « À propos des mariages mixtes ». Ce document pontifical est consacré aux évolutions en Bavière ; il loue le comportement des Bavarois et demande le soutien du roi Louis Ier.

## Ce qu’elle enseigne
Cette encyclique définit le mariage mixte comme un mariage dans lequel les deux partenaires appartiennent à des communautés religieuses différentes ; les mariages entre catholiques et non-catholiques en faisant partie. Le pape déclarait également que dans le passé - conformément au Corpus juris canonici - des exceptions avaient été autorisées ; elles ne devraient pas toutefois entrainer des inconvénients pour le partenaire catholique, et il est stipulé que les enfants issus de ces mariages devront être élevés dans la foi catholique.

## Constatations
Le pape Grégoire XVI critique la façon trop libérale dont les mariages dits mixtes sont traités dans certains diocèses. Il condamne le mépris des prescriptions et déplore que les enfants issus de ces mariages ne soient pas élevés dans la foi catholique. Ces évolutions, notait-il, vont dans le sens de l'hérésie. Dans un autre paragraphe Grégoire XVI abordait le développement historique et expliquait pourquoi les mariages mixtes violaient les principes de la foi.

## Éloge des catholiques de Bavière
Les Bavarois catholiques ont droit à une louange spéciale, parce que – c’est ce qu'écrit le pape - la plupart d'entre eux sont attachés à la foi catholique et vivent dans une obéissance sincère à l'autorité ecclésiastique. En particulier la fermeté de tous les membres du clergé qui observaient les dispositions du canon et les suivaient devait également être reconnue. Le pape exprimait l'espoir que cette encyclique stimulerait leur force et leur volonté de vivre dans la foi. Il remerciait expressément le roi Louis Ier de Bavière pour sa loyauté envers le Saint-Siège en lui demandant son aide pour faire observer le droit canonique.

## Responsabilité du clergé
Le pape exhortait le clergé et le mettait en garde contre une certaine négligence. Il soulignait également que son devoir de mettre en garde contre les mariages mixtes et, si nécessaire, de les empêcher. Cette interdiction comprenait également le refus d'annoncer les bans et les lettres de dispense. Il mettait en garde contre de tels actes, les déclarant préjudiciables à la foi. De plus, il interdisait expressément le remariage des partenaires divorcés de confession catholique ; ces mariages non conformes au droit canonique devaient être déclarés nuls.

## Liens Internet
- Texte de l'encyclique (en anglais)